# Arabian Magic
 (août 2019).
Si vous disposez d'ouvrages ou d'articles de référence ou si vous connaissez des sites web de qualité traitant du thème abordé ici, merci de compléter l'article en donnant les références utiles à sa vérifiabilité et en les liant à la section « Notes et références ».
Arabian Magic (アラビアンマジック) est un jeu vidéo d'action de type beat them all développé et édité par Taito, sorti en 1992 sur borne d'arcade.

## Système de jeu
Arabian Magic propose d'incarner 4 personnages inspirés aux Mille et Une Nuits : le prince Rassid, la princesse Lisa, Sinbad et Afshaal.
Le jeu comporte 7 niveaux.